# Grand drapier
 (décembre 2023).
Si vous disposez d'ouvrages ou d'articles de référence ou si vous connaissez des sites web de qualité traitant du thème abordé ici, merci de compléter l'article en donnant les références utiles à sa vérifiabilité et en les liant à la section « Notes et références ».
Le grand drapier ou le drapier occupait un poste élevé, le cinquième après le grand hospitalier, dans la hiérarchie de l'ordre de Saint-Jean de Jérusalem. L'hospitalier était la dignité affecté, à partir de 1340, au pilier de la langue d'Espagne.
Le drapier avait la charge de l'équipement et de la tenue vestimentaire des frères, des stocks et de l'habillement de ceux-ci. Il était responsable du personnel chargé de l'habillement. La fonction de drapier apparait pour la première fois dans les statuts en 1204-1206, mais elle était plus ancienne.
Le drapier n'avait pas qu'une activité administrative, en 1221, le drapier participa à la deuxième croisade.
En 1462, avec la partition de la langue d'Espagne entre les Castillans et Portugais, d'un côté, et les Aragonais et Catalans, de l'autre, la fonction de drapier revient à la langue d'Aragon.